# Тельмановский сельсовет (Ставропольский край)
Тельмановский сельсовет — упразднённое муниципальное образование в составе Предгорного района Ставропольского края Российской Федерации.
Административный центр — посёлок Санамер.

## География
Тельмановский сельсовет располагается в юго-восточной части Ставропольского края. Природные ресурсы представлены плодородными почвами — черноземами и лесными массивами. Рельеф — холмистый. На территории находятся памятники природы краевого значения — курганы (древние захоронения).
Тельмановский сельсовет граничит с городом Ессентуки и станицей Боргустанской. А также с Яснополянским, Винсадским, Новоблагодарненским, Суворовским сельсоветами Предгорного района Ставропольского края.

## История
- 1984 год — от Ессентукского сельского совета был отделён Тельмановский сельсовет с административным центром в посёлке Санамер.

С 16 марта 2020 года, в соответствии с Законом Ставропольского края от 31 января 2020 г. № 12-кз, все муниципальные образования Предгорного муниципального района были преобразованы путём их объединения в единое муниципальное образование Предгорный муниципальный округ.

## Население
| \| 1989[3] \| 2002[3] \| 2010[4] \| 2011[5] \| 2012[6] \| 2013[7] \| 2014[8] \| \| ------- \| -------- \| -------- \| -------- \| -------- \| ------- \| ------- \| \| 3572 \| ↗4754 \| ↗5083 \| ↗5085 \| ↘5084 \| ↗5109 \| ↗5148 \| \| 2015[9] \| 2016[10] \| 2017[11] \| 2018[12] \| 2019[12] \| 2020[2] \| \| \| ↗5200 \| ↗5245 \| ↘5240 \| ↗5251 \| ↘5214 \| ↘5211 \| \| 1000 2000 3000 4000 5000 6000 2010 2015 2020 |       |       |       |       |       |       |
| 1989 | 2002  | 2010  | 2011  | 2012  | 2013  | 2014  |
| 3572 | ↗4754 | ↗5083 | ↗5085 | ↘5084 | ↗5109 | ↗5148 |
| 2015 | 2016  | 2017  | 2018  | 2019  | 2020  |       |
| ↗5200 | ↗5245 | ↘5240 | ↗5251 | ↘5214 | ↘5211 |       |

### Национальный состав
По итогам переписи населения 2010 года проживали следующие национальности (национальности менее 1 %, см. в сноске к строке «Другие»):
| Национальность | Численность | Процент |
| -------------- | ----------- | ------- |
| Греки          | 3256        | 64,06   |
| Русские        | 1320        | 25,97   |
| Армяне         | 124         | 2,44    |
| Цахуры         | 106         | 2,09    |
| Другие         | 277         | 5,45    |
| Итого          | 5083        | 100,00  |

## Состав сельского поселения
| № | Населённый пункт                | Тип населённого пункта          | Население | Площадь (га) |
| - | ------------------------------- | ------------------------------- | --------- | ------------ |
| 1 | Новоборгустанский               | хутор                           | ↘100      | 61,2205      |
| 2 | Посёлок имени Чкалова           | посёлок                         | ↘600      | 98,0302      |
| 3 | Посёлок имени Чкалова, мкр. № 2 | посёлок                         | 85 (2009) | 4,6129       |
| 4 | Посёлок имени Чкалова, мкр. № 3 | посёлок                         | 46 (2009) | 4,9004       |
| 5 | Родники                         | посёлок                         | н.д.      | 12,7183      |
| 6 | Санамер                         | посёлок, административный центр | ↘2347     | 184,2113     |
| 7 | Урожайный                       | посёлок                         | ↗1534     | 167,3009     |

## Местное самоуправление
Представительный орган — Совет депутатов Тельмановского сельсовета, состоит из 10 депутатов, избираемых на муниципальных выборах по одномандатным избирательным округам.